# Magdalena Korpas
Pour les articles homonymes, voir Magdalena et Korpas.
Magdalena Korpas est une actrice de cinéma et de théâtre basée à Londres et à Paris, née à Gdańsk, en Pologne. C'est aussi une photographe, artiste visuel et conceptuel.
Le travail de Magdalena a été projeté au Festival de Cannes et présenté dans d'autres lieux internationaux. Elle a joué dans des longs métrages et des courts métrages ainsi que dans des publicités, des clips vidéo et des pièces de théâtre.

## Biographie
À l'âge de 15 ans elle se rend à Paris où elle suit des études :
- Diplôme de philosophie à l’Institut polonais de Paris 2006-2008
- Master d’étude théâtrales - Sorbonne Paris III 2008-2013

Elle va également suivre de nombreux cours de théatre :
- 2009 L’atelier- theatre de Monique Staelens
- 2009 Cours du corps a l’âme avec Nirupama Nityanandan
- 2009 Cours - Theatre Méthode Stanislavsky method avec Francois Clavier
- 2009 « Le Velo volé » de Francois Ha Van
- 2011 Shakespeare Acting
- 2013 Coaching voix avec Stephan Gildas

## Filmographie

### Comme actrice
- 2008 : Diane - Crime Fighter (série télévisée) : Natasha
- 2009 : Nicolas Le Floch (série télévisée) : Louise
- 2011 : Beur sur la ville : la fille #1 de la cité des femmes
- 2011 : Pour Djamila (téléfilm) : Zorika
- 2012 : Seventy (court métrage)
- 2013 : Alias Caracalla, au cœur de la Résistance (mini-série) : Monique
- 2013 : Les Conquérants' : La norvégienne
- 2013 : Whitechapel (série télévisée) : Katje
- 2013 : Aurélie (court métrage) : Aurélie
- 2014 : Grace of Monaco : Esther
- 2015 : Fenomena (court métrage) : Fenomena
- 2015 : Le Tournoi : Irina
- 2016 : Mère et Fille, California Dream (téléfilm) : la créatrice de mode
- 2017 : Skewered (court métrage) : Tilly
- 2017 : Pogarda (court métrage) : Mea
- 2018 : Labyrinths (vidéo)
- 2018 : Sister Sister: The Movie : Mia Niyikski
- 2015 : Skall
- 2018 : Hope Springs (court métrage)
- 2019 : Antifeminist (court métrage) : Martha
- 2021 : Shadow Parties : Jane
- 2021 : FBI: International (TV Series) : Alina Nowak
- 2022 : Le livre perdu des sortilèges: A Discovery of Witches (TV Series) : Femme de chambre
- 2022 : L'arbre de la miséricorde : rôle principal : Wanda

### Comme réalisatrice
- 2012 : Seventy (court métrage)
- 2015 : Fenomena (court métrage)
- 2015 : Jalousie (court métrage)
- 2017 : Pogarda (court métrage)
- 2018 : Labyrinths (vidéo)

### Comme scénariste
- 2012 : Seventy (court métrage)
- 2015 : Fenomena (court métrage)
- 2015 : Jalousie (court métrage)
- 2017 : Pogarda (court métrage)
- 2018 : Labyrinths (vidéo)

### Comme productrice
- 2012 : Seventy (court métrage)
- 2015 : Fenomena (court métrage)
- 2015 : Jalousie (court métrage)
- 2017 : Pogarda (court métrage)
- 2018 : Labyrinths (vidéo)

### Comme monteuse
- 2015 : Jalousie (court métrage)

## Peinture
- 2021 : Hysteriques (Exposition collective)